# Jerzmanowo (województwo kujawsko-pomorskie)
Jerzmanowo – wieś w Polsce położona w województwie kujawsko-pomorskim, w powiecie włocławskim, w gminie Boniewo.
W latach 1975–1998 miejscowość administracyjnie należała do województwa włocławskiego. Według Narodowego Spisu Powszechnego (III 2011 r.) liczyła 277 mieszkańców. Jest czwartą co do wielkości miejscowością gminy Boniewo. Nazwa Jerzmanowo pojawia się w Bulli Gnieźnieńskiej z 1136 jako Hermanovo.